# Khleborob
Khleborob (en rus: Хлебороб) és un poble (un possiólok) de l'óblast de Lípetsk, a Rússia, que el 2011 tenia 32 habitants. Pertany al districte rural d'Úsman.